# جيسون مازا
جيسون مازا (بالإنجليزية: Jason Maza)‏ هو ممثل بريطاني، ولد في 24 أبريل 1987 بلندن في المملكة المتحدة.

## أعمال

### أفلام
- (2009) حوض سمك[1][2]

## وصلات خارجية
- جيسون مازا على موقع IMDb (الإنجليزية)
- جيسون مازا على موقع ألو سيني (الفرنسية)
- جيسون مازا على موقع أول موفي (الإنجليزية)
- جيسون مازا على موقع قاعدة بيانات الأفلام السويدية (السويدية)
- جيسون مازا على موقع ديسكوغز (الإنجليزية)
- جيسون مازا على موقع قاعدة بيانات الفيلم (الإنجليزية)
- جيسون مازا على موقع كينوبويسك (الروسية)